# Добрынин, Гавриил Иванович
Гаврии́л Ива́нович Добры́нин (20 [31] марта 1752, село Радогощь, Севский уезд — 10 [22] июля 1824) — русский писатель-мемуарист, автор записок «Истинное повествование, или Жизнь Гавриила Добрынина, им самим написанная в Могилёве и в Витебске», имеющих большое значение для истории быта русского духовенства. По важности «Повествования» Добрынина могут быть сравнены с записками Болотова об истории русского дворянства.

## Биография
Родился в 1752 году в селе Радогощь (Радогожѣ) Севского уезда Белгородской губернии. Отец, священник, вскоре умер, и мальчику пришлось переехать к деду. Грамоте он выучился у своего деда, а письму — в конторе графа Чернышёва. В 1765 году был взят к Севскому архиерею, Тихону Якубовскому и зачислен в певчие. При архиерее Кирилле Флоринском, сменившем Тихона, Добрынин перешёл в келейники к этому иерарху.
В 1777 году Добрынин оставил службу по духовному ведомству и поступил канцеляристом в Могилёвское наместничество. Вся служба Добрынина прошла в эпоху присоединения Белоруссии к России. Медленно повышаясь в чинах, Добрынин в 1824 году был произведён в губернские секретари. Умер Добрынин в июле 1824 года.
Ни личность, ни служебное положение не остановили бы на себе внимание, если бы он не оставил после себя «Истинное повествование о жизни Гавриила Добрынина, им самим написанное в Могилёве и Витебске». Эти записки печатались сначала в «Русской старине», а потом вышли отдельной книжкой и выдержали два издания в 1871—1872 гг. Записки состоят из трёх частей: первая, самая большая по объёму, излагает жизнь Добрынина до вступления его в светскую жизнь, а 2-я и 3-я — его гражданскую деятельность. Эти книги содержат в себе много любопытных подробностей об управлении в Белоруссии, о генерал-губернаторстве, о чиновничьем быте, о нашествии французов, но не эти части записок привлекли особое внимание, так как записки о чиновничьей жизни не были новостью в исторической литературе, — совершенной новинкой оказалась первая часть.
«Повествования» Добрынина дают удивительно богатый материал для характеристики быта высшего и низшего духовенства в XVIII веке и являются важнейшим источником по этой части церковной истории. Добрынин по складу своего ума был большой практик и остроумный человек. Поэтому его записки пересыпаны тонкими и остроумными характеристиками тогдашних архиереев. В особенности удалось Добрынину изображение личности «архиерея-принца» Кирилла Флоринского. Литературные достоинства записок Добрынина, поразительные для их автора-самоучки, обеспечили им успех среди самой широкой публики.

## Издания
- Добрынин Г. И. Истинное повествование, или Жизнь Гавриила Добрынина, им самим писанная: 1752–1823. — М.: Кучково поле, 2017. — 560 с. — ISBN 978-5-9950-0657-2